# Habropogon similimus
Habropogon similimus là một loài ruồi trong họ Asilidae. Habropogon similimus được Theodor miêu tả năm 1980. Loài này phân bố ở vùng Cổ Bắc giới và châu Á.